# Publitschnoje Akzionernoje Obschtschestwo
Publitschnoje Akzionernoje Obschtschestwo (russisch Публичное акционерное общество ‚öffentliche Aktiengesellschaft‘), abgekürzt PAO (russisch ПАО), ist eine Rechtsform in Russland. Sie ist neben der Nepublitschnoje Akzionernoje Obschestwo eine von zwei Organisationsformen einer Aktiengesellschaft im russischen Recht. Die rechtlichen Grundlagen liefern das russische Zivilgesetzbuch in den Artikeln 96 bis 104 sowie das Föderale Gesetz über Aktiengesellschaften vom 26. Dezember 1995.
Bis zur Änderung durch das föderale Gesetz N99-F3 vom 5. Mai 2014 hatten alle PAO bis zum 1. September 2014 die Rechtsform der Otkrytoje Akzionernoje Obschtschestwo, abgekürzt ОАО (‚Öffentliche Aktiengesellschaft‘). Ab diesem Stichtag werden alle früheren OAO, welche den beiden Hauptmerkmalen einer PAO entsprechen, auch als eine solche behandelt. Diese Hauptmerkmale sind:
- freier Handel mit Aktien der Gesellschaft an einer Börse oder die freizugängliche Möglichkeit, die Aktien der Gesellschaft zu erwerben
- offener Kreis von einer praktisch unbegrenzten Anzahl von Aktionären

Grundsätzlich ist die Haftung auf das Vermögen der Aktiengesellschaft beschränkt. Ist die Insolvenz der Aktiengesellschaft jedoch durch das Handeln oder Unterlassen der Aktionäre oder anderer Personen, die berechtigt sind, im Namen der Gesellschaft zu handeln, hervorgerufen und das Vermögen der Gesellschaft genügt nicht, um die Schulden der Gesellschaft zu bedienen, so können auch diese (natürlichen) Personen zur Verantwortung gezogen werden. Das Grundkapital für die Registrierung einer offenen Aktiengesellschaft beträgt 100.000 Rubel.
Für die beiden Rechtsformen sind auch die englischen Bezeichnungen und Abkürzungen Public Joint-Stock Company (PJSC) und Open Joint-Stock Company (OJSC) üblich.